# Кости (2-й сезон)
Второй сезон американского детективного телесериала «Кости» о судебных антропологах из ФБР с Эмили Дешанель и Дэвидом Борианазом в главных ролях. Второй сезон, премьера которого состоялась на канале Fox 30 августа 2006 года, а заключительная серия вышла 16 мая 2007 года, состоит из 21 эпизода.

## В ролях

### Основной состав
- Эмили Дешанель — доктор Темперанс «Кости» Бреннан
- Дэвид Борианаз — специальный агент Сили Бут
- Микаэла Конлин — Энджела Монтенегро
- Эрик Миллеган — доктор Зак Эдди
- Томас Джозеф Тайн — доктор Джек Ходжинс
- Тамара Тейлор — доктор Кэмилла «Кэм» Сароян

### Второстепенный состав
- Эдди Макклинток — Тим «Салли» Салливан
- Патриция Белчер — Кэролайн Джулиан
- Стивен Фрай — доктор Гордон Уайатт
- Нейтан Дин — специальный агент Чарли Бёрнс
- Райан О’Нил — Макс Кинан
- Джессика Кэпшоу — Ребекка Стинсон
- Хит Фриман — Говард Эппс
- Тай Паниц — Паркер Бут
- Крис Коннер — Оливер Лорье
- Билли Гиббонс — отец Энджелы
- Дэвид Гринман — Маркус Гайер
- Дэнни Вудберн — Алекс Радзивилл

## Эпизоды
| № общий | № в сезоне | Название                                                                             | Режиссёр                | Автор сценария                  | Дата премьеры    | Произв. код | Зрители в США (млн) |
| --- | ---------- | ------------------------------------------------------------------------------------ | ----------------------- | ------------------------------- | ---------------- | ----------- | ------------------- |
| 23 | 1          | «The Titan on the Tracks» «Титан на колее»                                           | Тони Варнби             | Харт Хэнсон                     | 30 августа 2006  | 2AKY01      | 8,61                |
| Машина, где сидел известный брокер, находящийся под следствием, врезается в поезд, убивая сенатора и других людей. У Бреннан новый начальник — доктор Сэроен. Однако в ходе следствия выясняется что не все в этом деле так просто, как кажется на первый взгляд.                                                           |            |                                                                                      |                         |                                 |                  |             |                     |
| 24 | 2          | «Mother and Child in the Bay» «Мать и ребёнок в заливе»                              | Хесус Сальвадор Тревино | Стефан Нейтан                   | 6 сентября 2006  | 2AKY02      | 9,13                |
| В озере находят останки беременной женщины, исчезнувшей год назад. Главный подозреваемый — отец ребенка, которого после её исчезновения задержали, но потом отпустили. По ходу расследования всплывают факты, шокирующие не только команду Бреннан, но и ФБР.                                                               |            |                                                                                      |                         |                                 |                  |             |                     |
| 25 | 3          | «The Boy in the Shroud» «Мальчик в саване»                                           | Сэнфорд Букстэвер       | Гэри Глэсберг                   | 13 сентября 2006 | 2AKY03      | 8,59                |
| При аварии из мусоровоза с остальным мусором вываливается труп юноши, обернутого в саван, с розой в руке. |            |                                                                                      |                         |                                 |                  |             |                     |
| 26 | 4          | «The Blonde in the Game» «Блондинка в игре»                                          | Брайан Спайсер          | Ноа Хоули                       | 20 сентября 2006 | 2AKY04      | 7,55                |
| В лесу команда безуспешно пытается отобрать у собаки человеческую руку. Жертва оказывается убитой 10 лет назад блондинкой, жертвой Эпса. Бреннан и Буту приходится вступить в жестокую игру с маньяком Эпсом. |            |                                                                                      |                         |                                 |                  |             |                     |
| 27 | 5          | «The Truth in the Lye» «Правда в щелоке»                                             | Стивен ДеПол            | Скотт Уильямс                   | 27 сентября 2006 | 2AKY05      | 7,80                |
| На стройке в ванне, полной технического растворителя, находят человеческий труп, которого опознают как мужчину-многоженца.Кто мог желать ему смерти? Одна из жен? Конкурент по бизнесу или кто-то еще? |            |                                                                                      |                         |                                 |                  |             |                     |
| 28 | 6          | «The Girl in Suite 2103» «Девушка в номере 2103»                                     | Карен Гавиола           | Кристофер Амброуз               | 4 октября 2006   | 2AKY06      | 8,10                |
| В отеле на торжественном обеде, посвященном борьбе с колумбийской наркоторговлей, происходит взрыв. В ходе расследования ФБР придется столкнуться с трудностями в поимке убийцы. |            |                                                                                      |                         |                                 |                  |             |                     |
| 29 | 7          | «The Girl with the Curl» «Девочка с завитком»                                        | Томас Дж. Райт          | Карин Розенталь                 | 1 ноября 2006    | 2AKY07      | 7,33                |
| Тело девочки, участвовавшей в конкурсе красоты, было обнаружено в фильтрационной системе. Бреннан и Бут ищут убийцу среди заинтересованных лиц. Анджела получает от Ходженса приглашение на свидание. |            |                                                                                      |                         |                                 |                  |             |                     |
| 30 | 8          | «The Woman in the Sand» «Женщина в песках»                                           | Кейт Вудс               | Элизабет Бенджамин              | 8 ноября 2006    | 2AKY08      | 7,52                |
| В 15 милях от Лас-Вегаса обнаружены 2 трупа. Один из них — женский. Сили Бут и доктор Бреннан отправляются в «город грехов» для расследования преступления и… развлечений. |            |                                                                                      |                         |                                 |                  |             |                     |
| 31 | 9          | «Aliens in a Spaceship» «Инопланетяне в космическом корабле»                         | Крейг Росс мл.          | Джанет Тамаро                   | 15 ноября 2006   | 2AKY09      | 7,83                |
| В этой серии впервые появляется Могильщик. Ходженс и Бреннан оказываются погребены заживо. Помогут ли высокий уровень IQ и дружба выбраться из-под земли? |            |                                                                                      |                         |                                 |                  |             |                     |
| 32 | 10         | «The Headless Witch in the Woods» «Безголовая ведьма в лесу»                         | Тони Варнби             | Стефан Нейтан и Карин Розенталь | 29 ноября 2006   | 2AKY10      | 8,66                |
| В лесу около небольшого городка находят обезглавленное тело молодого мужчины. Многие в городе считают, что это сделала ведьма, которая жила в городке в конце девятнадцатого века. Бреннан не верит, что это может быть мертвый безголовый призрак, хотя в её коллег вселяется вера в то, что призраки все-таки существуют. |            |                                                                                      |                         |                                 |                  |             |                     |
| 33 | 11         | «Judas on a Pole» «Иуда на столбе»                                                   | Дэвид Духовны           | Харт Хэнсон                     | 13 декабря 2006  | 2AKY11      | 8,62                |
| На крыше найден сожженный и распятый труп бывшего сотрудника ФБР. Первое появление отца Бреннан. |            |                                                                                      |                         |                                 |                  |             |                     |
| 34 | 12         | «The Man in the Cell» «Мужчина в клетке»                                             | Хесус Сальвадор Тревино | Ноа Хоули                       | 31 января 2007   | 2AKY12      | 12,40               |
| Тюрьма. Сгоревшее человеческое тело. Первая версия — маньяк Эпс. Но останки говорят обратное. Эпс сбежал, переодевшись в форму пожарного, и «во всем, что случится» будет виновата доктор Бреннан. |            |                                                                                      |                         |                                 |                  |             |                     |
| 35 | 13         | «The Girl in the Gator» «Девушка в аллигаторе»                                       | Аллан Крокер            | Скотт Уильямс                   | 7 февраля 2007   | 2AKY13      | 12,57               |
| Во Флориде в крокодиле находят съеденную девушку, которая до этого засветилась на вечеринке порномагната. Бут не может поехать с Бреннан, потому что выстрелил в клоуна и теперь должен пройти освидетельствование у психиатра. Появляется Салли, старый коллега Бута, и начинает проявлять активное внимание к Бреннан.    |            |                                                                                      |                         |                                 |                  |             |                     |
| 36 | 14         | «The Man in the Mansion» «Мужчина в усадьбе»                                         | Дуайт Литтл             | Кристофер Амброуз               | 14 февраля 2007  | 2AKY14      | 12,28               |
| Убивают владельца богатой усадьбы. На противоположном берегу озера — приют для неимущих, который он спонсировал. Ходженс пытается скрыть, что он был знаком с жертвой. |            |                                                                                      |                         |                                 |                  |             |                     |
| 37 | 15         | «Bodies in the Book» «Трупы из книги»                                                | Крейг Росс мл.          | Карин Розенталь                 | 14 марта 2007    | 2AKY15      | 10,36               |
| Ряд ужасных совпадений? Или преступления из нового романа Бреннан действительно переносятся в реальную жизнь? Красная лента и голодные животные являются символом трех убийств. Справится ли Бреннан с чувством вины? |            |                                                                                      |                         |                                 |                  |             |                     |
| 38 | 16         | «The Boneless Bride in the River» «Невеста без костей в реке»                        | Тони Варнби             | Гэри Глэсберг                   | 21 марта 2007    | 2AKY16      | 10,47               |
| В реке находят сундук, а в нем труп молодой женщины. Без костей. Виной всему — китайские традиции. Салли предлагает Бреннан уплыть с ним на яхте. |            |                                                                                      |                         |                                 |                  |             |                     |
| 39 | 17         | «The Priest in the Churchyard» «Священник на кладбище»                               | Скотт Лотанен           | Лайла Оливер                    | 28 марта 2007    | 2AKY17      | 10,58               |
| Спецагент Бут и доктор Бреннан занимаются делом, в котором затронуты интересы Католической церкви: в результате наводнения разрушено кладбище, и их вызвали идентифицировать и перезахоронить останки. |            |                                                                                      |                         |                                 |                  |             |                     |
| 40 | 18         | «The Killer in the Concrete» «Убийца в бетоне»                                       | Джефф Вулно             | Дин Уайденмэнн                  | 4 апреля 2007    | 2AKY18      | 10,53               |
| Во время тренировки поисковых собак случайно находят замурованный в бетон труп. Череп проколот ножом для колки льда. Бут ищет старого и хитрого одноногого убийцу и попадает в беду. |            |                                                                                      |                         |                                 |                  |             |                     |
| 41 | 19         | «Spaceman in a Crater» «Астронавт в кратере»                                         | Жанно Шварц             | Элизабет Бенджамин              | 2 мая 2007       | 2AKY20      | 10,56               |
| В поле с неба падает труп, разбившийся в настоящую лепешку. Вдруг это инопланетянин? Но почему он обут в мокасины? И, судя по костям, ему было 130 лет. |            |                                                                                      |                         |                                 |                  |             |                     |
| 42 | 20         | «The Glowing Bones in the Old Stone House» «Светящиеся кости в старом каменном доме» | Калеб Дешанель          | Стефан Нейтан                   | 9 мая 2007       | 2AKY21      | 10,23               |
| В лесной хижине находят светящиеся останки. Одетые в костюмы радиоактивной защиты, Бут и Бреннан пытаются опознать жертву. Это оказывается известная телеведущая-повариха. |            |                                                                                      |                         |                                 |                  |             |                     |
| 43 | 21         | «Stargazer in a Puddle» «Астроном в луже»                                            | Тони Вармби             | Харт Хэнсон                     | 16 мая 2007      | 2AKY22      | 10,88               |
| Маленькая девочка, больная прогерией, в затопленном мусорном коллекторе. В её руке — камешек со словами «я тебя люблю». Энджела планирует свадьбу, а отец Бреннан сдается Буту. |            |                                                                                      |                         |                                 |                  |             |                     |